# گرگبیل (شهرستان)
گرگبیل (به روسی: Гергебильский район) شهرستانی است در جمهوری داغستان روسیه. مرکز اداری آن دهکدهٔ گرگبیل است. این شهرستان دارای ده بخش است و در سال ۱۹۴۴ تأسیس گردیده است. فرماندار گرگبیل رمضان ماگمدویچ مالاچیلف است. 